# Bignan (motoryzacja)
Bignan – francuskie przedsiębiorstwo produkujące samochody, założone przez Jacques'a Bignana.
Początkowo nazywało się "Etablisements Industriels Bignan" z siedzibą w Courbevoie. W 1920 r. zostało przemianowane na "Automobiles Bignan". W 1926 zostało przejęte przez konkurenta Henri Précloux, który modele firmy montował pod marką E.H.P., prowadząc firmę "Etablisement Henri Précloux". Upadek nastąpił w 1934 r., w czasie Wielkiego Kryzysu.

## Znane modele

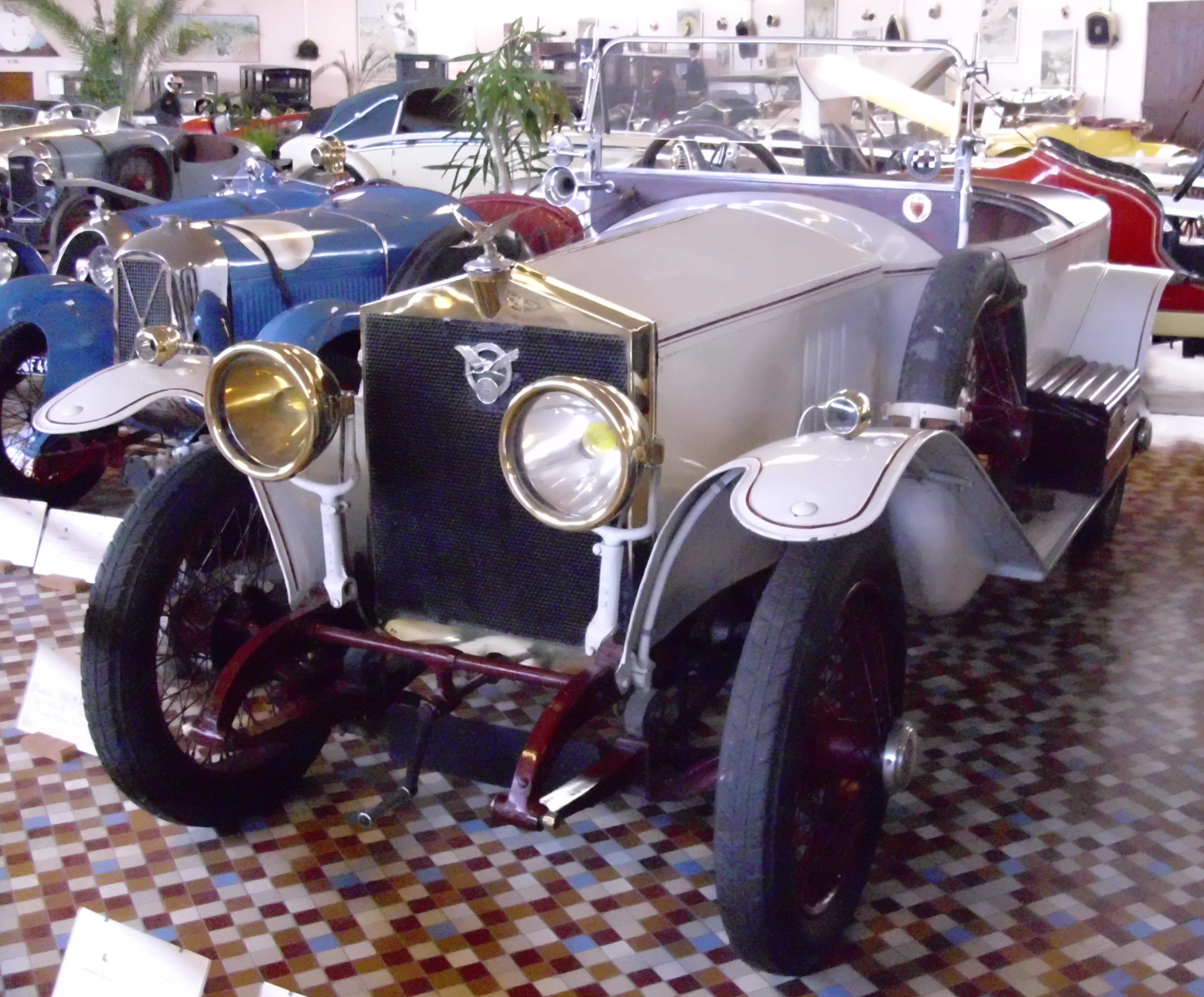
Bignan (model 1919)